# Флаги Якутии
Список флагов муниципальных образований наделённых статусом городского округа, муниципального района и городского поселения Республики Саха (Якутия) Российской Федерации.
На 1 января 2020 года в Якутии насчитывалось 445 муниципальных образований — 2 городских округа, 34 муниципальных района, 48 городских поселений и 361 сельское поселение.

## Флаги городских округов
| Флаг | Наименование                          | Дата утверждения | Номер в ГГР |
| ---- | ------------------------------------- | ---------------- | ----------- |
|      | Флаг городского округа «Город Якутск» | 20 июня 1996     |             |
|      | Флаг городского округа «Жатай»        | 5 сентября 2019  | 13026       |

## Флаги муниципальных районов
Согласно части третьей статьи 45 Конституции Республики Саха (Якутия) наименования улус и район равнозначны.
| Флаг | Наименование                                                                             | Дата утверждения | Номер в ГГР |
| ---- | ---------------------------------------------------------------------------------------- | ---------------- | ----------- |
|      | Флаг муниципального района «Абыйский улус (район)»                                       |                  |             |
|      | Флаг муниципального образования «Алданский район»                                        | 3 марта 2015     |             |
|      | Флаг муниципального образования «Амгинский улус (район)»                                 | 8 февраля 2006   | 6420        |
|      | Флаг муниципального района «Анабарский национальный (долгано- эвенкийский) улус (район)» | 24 октября 2013  | 10850       |
|      | Флаг муниципального образования «Булунский улус (район)»                                 | 17 октября 2014  | 10791       |
|      | Флаг муниципального района «Верхневилюйский улус (район)»                                | 26 апреля 2006   | 3724        |
|      | Флаг муниципального образования «Верхнеколымский улус (район)»                           | 10 августа 2005  |             |
|      | Флаг муниципального образования «Верхоянский район»                                      | 29 апреля 2005   |             |
|      | Флаг муниципального образования «Вилюйский улус (район)»                                 | 2007             |             |
|      | Флаг муниципального района «Горный улус»                                                 | 16 июня 2004     |             |
|      | Флаг муниципального района «Жиганский национальный эвенкийский район»                    | 5 сентября 2011  | 8114        |
|      | Флаг муниципального образования «Кобяйский улус (район)»                                 | 15 октября 2014  |             |
|      | Флаг муниципального образования «Ленский район»                                          | 28 марта 2006    | 10852       |
|      | Флаг муниципального района «Мегино-Кангаласский улус»                                    |                  |             |
|      | Флаг муниципального образования «Мирнинский район»                                       | 24 декабря 2008  | 4607        |
|      | Флаг муниципального образования «Момский район»                                          | 23 октября 2007  |             |

| Флаг | Наименование                                                           | Дата утверждения | Номер в ГГР |
| ---- | ---------------------------------------------------------------------- | ---------------- | ----------- |
|      | Флаг муниципального образования «Намский улус»                         | 21 февраля 2013  | 3725        |
|      | Флаг муниципального района »Нерюнгринский район"                       | 11 августа 2005  | 2010        |
|      | Флаг муниципального образования «Нюрбинский район»                     |                  |             |
|      | Флаг муниципального района «Оймяконский улус»                          | 23 апреля 2015   | 10833       |
|      | Флаг муниципального района «Олёкминский район»                         | 14 апреля 2006   | 3726        |
|      | Флаг муниципального района «Оленёкский эвенкийский национальный район» | 6 июля 2006      | 3727        |
|      | Флаг муниципального района «Среднеколымский улус (район)»              | 13 сентября 2006 | 3728        |
|      | Флаг муниципального района «Сунтарский улус (район)»                   | 28 марта 2012    | 8113        |
|      | Флаг муниципального района «Таттинский улус»                           | 29 января 2009   |             |
|      | Флаг муниципального образования «Томпонский район»                     | 25 ноября 2014   | 10798       |
|      | Флаг муниципального образования «Усть-Алданский улус (район)»          | 23 декабря 2005  | 10853       |
|      | Флаг муниципального образования «Усть-Майский улус (район)»            | 13 сентября 2011 | 8112        |
|      | Флаг муниципального образования «Усть-Янский улус (район)»             | 2006             | 6419        |
|      | Флаг муниципального образования «Хангаласский улус»                    | 28 ноября 2019   | 13024       |
|      | Флаг муниципального образования «Чурапчинский улус (район)»            | 26 мая 2006      | 3730        |
|      | Флаг муниципального образования «Эвено-Бытантайский национальный улус» | 13 ноября 2011   | 10851       |

## Флаги городских поселений
| Флаг | Наименование                                                                      | Дата утверждения | Номер в ГГР |
| ---- | --------------------------------------------------------------------------------- | ---------------- | ----------- |
|      | Флаг муниципального образования «Посёлок Айхал» Мирнинского района                | 15 декабря 2006  |             |
|      | Флаг городского поселения «Посёлок Беркакит» Нерюнгринского района                | 27 мая 2009      | 5694        |
|      | Флаг муниципального образования «Город Верхоянск» Верхоянского района             | 2 ноября 2018    | 12232       |
|      | Флаг муниципального образования «Город Вилюйск» Вилюйского улуса (района)         | 6 декабря 2000   | 730         |
|      | Флаг муниципального образования «Посёлок Джебарики-Хая» Томпонского района        | 27 июля 2010     | 6630        |
|      | Флаг муниципального образования «Посёлок Зырянка» Верхнеколымского улуса (района) | 12 сентября 2013 | 9382        |
|      | Флаг муниципального образования «Город Мирный» Мирнинского района                 | 9 июня 2004      | 1722        |
|      | Флаг муниципального образования «Город Нюрба» Нюрбинского района                  | 25 марта 2016    | 10824       |

| Флаг | Наименование                                                                          | Дата утверждения | Номер в ГГР |
| ---- | ------------------------------------------------------------------------------------- | ---------------- | ----------- |
|      | Флаг муниципального образования «Город Покровск» Хангаласского улуса (района)         | 16 июня 2011     | 8116        |
|      | Флаг муниципального образования «Город Среднеколымск» Среднеколымского улуса (района) | 18 августа 2001  | 947         |
|      | Флаг муниципального образования «Город Томмот» Алданского улуса (района)              | 19 сентября 2014 | 10835       |
|      | Флаг муниципального образования «Город Удачный» Мирнинского района                    | 11 февраля 2009  | 4915        |
|      | Флаг муниципального образования «Посёлок Усть-Мая» Усть-Майского улуса (района)       | 23 марта 2017    | 11343       |
|      | Флаг муниципального образования «Посёлок Хандыга» Томпонского района                  | 26 марта 2013    | 9404        |
|      | Флаг муниципального образования «Посёлок Чернышевский» Мирнинского района             |                  |             |
|      | Флаг городского поселения «Посёлок Чульман» Нерюнгринского района                     | 19 августа 2020  |             |

## Упразднённые флаги
| Флаг | Наименование                                              | Дата утверждения | Дата отмены     |
| ---- | --------------------------------------------------------- | ---------------- | --------------- |
|      | Флаг муниципального образования «Алданский район»         | 20 мая 2003      | 10 февраля 2005 |
|      | Флаг муниципального района «Верхневилюйский улус (район)» | 9 апреля 2003    | 26 апреля 2006  |
|      | Флаг муниципального образования «Вилюйский улус (район)»  | 18 июня 2003     |                 |
|      | Флаг муниципального образования «Мирнинский район»        | 28 февраля 2007  | 5 апреля 2007   |
|      | Флаг муниципального образования «Мирнинский район»        | 5 апреля 2007    | 24 декабря 2008 |

| Флаг | Наименование                                                                      | Дата утверждения | Дата отмены      |
| ---- | --------------------------------------------------------------------------------- | ---------------- | ---------------- |
|      | Флаг муниципального района «Нерюнгринский район»                                  | 29 октября 2003  | 11 августа 2005  |
|      | Флаг муниципального района «Сунтарский улус (район)»                              | 3 июня 2010      |                  |
|      | Флаг муниципального образования «Томпонский район»                                | 25 июля 2003     |                  |
|      | Флаг муниципального образования «Посёлок Зырянка» Верхнеколымского улуса (района) | 22 ноября 2012   | 12 сентября 2013 |